# Kakejcov
Kakejcov là một làng thuộc huyện Rokycany, vùng Plzeňský, Cộng hòa Séc.